# Pupping
Pupping je obec v okrese Eferding v rakouské spolkové zemi Horní Rakousy.

## Geografie
Pupping leží v oblasti Hausruckviertel. Přibližně 16 % rozlohy obce tvoří lesy a 63 % zemědělská půda.

## Zajímavosti
Svatý Wolfgang z Řezna zde zemřel v kapli svatého Othmara, když cestoval do Uher na misii.